# Crioceris bicruciata
Crioceris bicruciata es un coleóptero de la familia Chrysomelidae. Fue descrita científicamente en 1823 por Sahlberg.